# Área metropolitana de Yauco
El área metropolitana de Yauco,  y oficialmente como Área Estadística Metropolitana de Yauco, PR MSA  por la Oficina de Administración y Presupuesto, es un Área Estadística Metropolitana centrada en el municipio de Yauco en el Estado Libre Asociado de Puerto Rico. El área metropolitana tenía una población en el Censo de 2010 de 107.333 habitantes, convirtiéndola en la 5.º área metropolitana más poblada de Puerto Rico. El área Metropolitana de Yauco comprende de cuatro municipios, siendo Yauco el municipio más poblado.

## Composición del área Metropolitana
- Guánica
- Guayanilla
- Peñuelas
- Yauco--Principal ciudad